# Teobromina
Teobromina é um alcalóide da família das metilxantinas, da qual também fazem parte a teofilina e a cafeína. É uma substância normalmente encontrada no fruto do Theobroma cacao, e por isso este composto é normalmente encontrado no chocolate. Está presente também na semente do guaraná.
A teobromina é um alcalóide primário achado no cacau e chocolate; chocolate contém 0.5-2.7% de teobromina (no entanto o chocolate branco contém poucos vestígios).
No fígado humano, a  cafeína é metabolizada por enzimas em 10% teobromina, 4% teofilina, e 80% paraxantina.
As plantas com maiores quantidades são:
- Theobroma cacao
- Theobroma bicolor
- Ilex paraguariensis
- Camellia sinensis
- Cola acuminata
- Theobroma angustifolium
- Paullinia cupana
- Coffea arabica

Depois da sua descoberta no final do século 19, a teobromina foi posta em uso em 1916, quando foi recomendada pelos Princípios de Publicação de Tratamento Médico como um tratamento para edema (líquido excessivo em partes do corpo), ataques de angina sifilítica, e angina degenerativa. O Diário Americano de Nutrição Clínica diz que a teobromina era uma vez usada como  tratamento para outros problemas circulatórios inclusive arteriosclerose, certas doenças vasculares, de angina pectoris, e hipertensão.
A teobromina tem ação vasodilatora (um alargador de vaso sanguíneo), diurética (uma ajuda para eliminar a urina) e estimulante do coração (aumenta a frequência cardíaca).
No fígado humano, a teobromina é metabolizada em metilxantina e subsequentemente em ácido metilúrico.

## Organismo humano
Mesmo que a teobromina e a cafeína sejam semelhantes por serem alcalóides relacionados, a teobromina tem menos impacto no sistema nervoso central, mas tem maior impacto no coração. O National Institute on Drug Abuse (NIDA) não considera a teobromina uma substância viciante e, segundo a World Anti-Doping Agency (WADA), também não é considerada uma substância dopante.
As vias de exposição à teobromina são 3:
- Tópica: Contacto com a teobromina nos locais de trabalho onde  é produzida ou utilizada, nas diferentes fases de processamento.
- Oral: Principal via de exposição. É a mais propícia na população em geral para o consumo de alimentos ricos em teobromina, em especial café, chá e chocolate.
- Inalatória: Inalação de fumo do tabaco (A teobromina foi detectada no tabaco e na fumo do tabaco, como resultado da adição de cacau como aromatizante) ou exposição ocupacional no processamento da Theobroma cacao.

A teobromina tem alta lipossolubilidade e, portanto, atravessa as barreiras hematoencefálica e placentária.
Em grandes doses, a teobromina pode causar náuseas e anorexia. Uma ingestão diária de 50-100 g de cacau (0,8-1,5 g de teobromina) está relacionada com a sudorese, tremores e fortes dores de cabeça. Originam ainda aumento da frequência cardíaca, estando este muito relacionado com a dose. Então, as respostas ao composto são diferentes consoante a dose, mostram efeitos limitados com 250 mg e acima destes valores assumem efeitos negativos sobre o humor.
Uma vez que há insuficiência de dados sobre a teobromina em relação à carcinogenicidade em animais experimentais, nem dados epidemiológicos em humanos, o IARC concluiu que a teobromina não é classificável quanto à sua carcinogenicidade. Portanto, o composto não foi classificado quanto à sua carcinogenicidade para humanos (grupo 3).
Como o DL50 (dose de uma substância que é letal para 50% dos indivíduos em estudo) é 1000 mg/kg, facilmente percebemos que se torna um pouco impossível para uma pessoa morrer por consumo excessivo de chocolate. Tendo em conta que uma tablete de chocolate tem por média 150g, seriam necessárias centenas de tabletes de chocolate de leite para se atingir o valor mencionado.

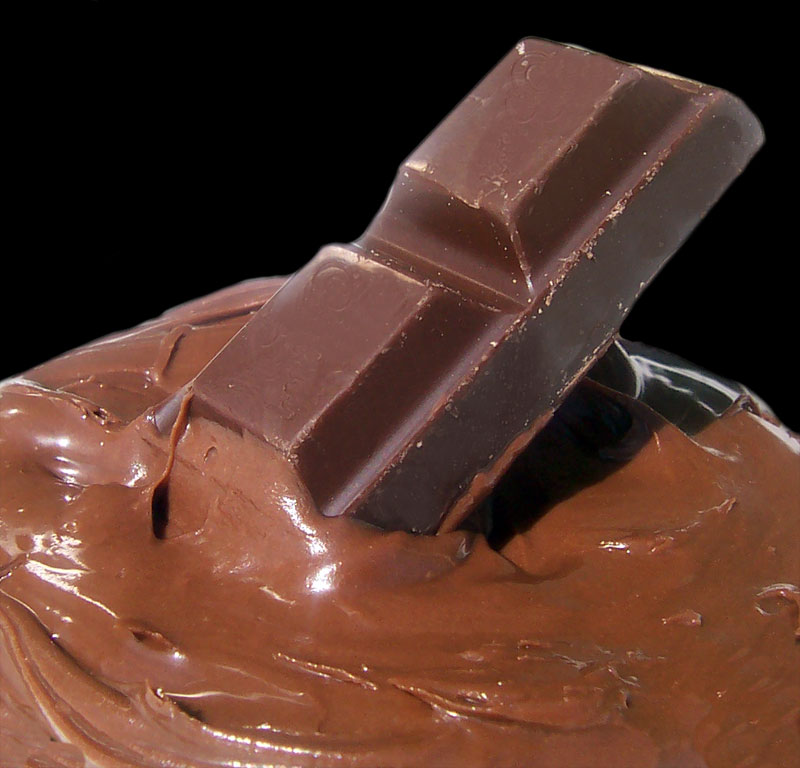
Chocolate.

A teobromina é um composto vasodilatador e também estimulante do miocárdio. Como tal, aumenta as batidas do coração, contudo também dilata os vasos sanguíneos, enquanto diminui a pressão sanguínea. Porém, um recente artigo publicado sugere que a diminuição da pressão sanguínea pode ser causada através de flavonóides. Além disso, seu efeito de drenagem permite que seja utilizada para tratar falência cardíaca que pode ser causada por uma acumulação excessiva de fluido.
Um estudo publicado em 2005 pela Faculdade Imperial de Londres concluiu que a teobromina tem uma substância que reduz a tosse, efeito superior à codeína, suprimindo atividade do nervo vago. Além do mais, a teobromina é útil em tratamentos de asma sendo que relaxa os músculos, inclusive os achados nos brônquios.
O chocolate é considerado afrodisíaco, pois seus efeitos incluem os efeitos estimulantes da teobromina: prazer induzido pelo hipotálamo, como o efeito da doçura de chocolate, ou como o chocolate afeta os níveis de serotonina.
Atualmente, a teobromina não é utilizada como medicamento. No entanto, o Dicionário Médico de Stedman descreve a teobromina como "diurético, estimulante do miocárdio, dilatador das artérias coronárias e relaxante do músculo liso". A teobromina foi, em tempos, utilizada também para tratar a arteriosclerose, algumas doenças vasculares periféricas, angina de peito e hipertensão.
Apesar de todo seu potencial farmacêutico, o uso terapêutico da teobromina é limitado, uma vez que esta é uma base fraca com baixa solubilidade aquosa (0.7 g/L). Devido a esta característica, são necessárias altas doses para se alcançar os efeitos terapêuticos desejados, o que leva a reações adversas, como náuseas e tonturas.
Assim, os efeitos benéficos relatados sugerem que a teobromina poderá, num futuro próximo, ser utilizada como medicamento, preventivo ou curativo.

## Organismo animal
A quantidade de teobromina encontrada no chocolate é suficientemente pequena para que possa ser consumido com segurança pelo Homem em grandes quantidades. No entanto, os cães metabolizam a teobromina mais lentamente, originando uma acumulação tóxica no organismo e, por isso, podem facilmente ingerir a quantidade de chocolate suficiente para causar intoxicação.
O DL50 para o cão ronda os 300 mg/kg. Já para o gato o DL50 é 200 mg/kg. Apesar da teobromina ser mais tóxica para os gatos, é mais frequente ocorrer intoxicação no cão doméstico, visto que estes percecionam o chocolate como um alimento mais saboroso e são menos seletivos na sua dieta, em oposição aos gatos.
Os efeitos negativos dependem da dosagem, do tamanho do cão e do tipo de chocolate. Quanto menor o cão, menos ele precisa ingerir para apresentar sinais de intoxicação. A teobromina fica em média cerca de 17,5 horas no organismo e, à medida que o tempo vai passando, vai sendo absorvida e consequentemente causando vastos sintomas.
O tipo de sintomas que podem apresentar é variável e dependente do estado fisiológico e metabólico de cada animal, bem como da dose ingerida. Entre os sintomas que pode observar no seu patudo, destacam-se os vómitos, diarreia, hiperatividade, aumento da ingestão de água (polidipsia), aumento da excreção de urina (poliúria), dilatação abdominal, aumento da frequência dos batimentos cardíacos e aumento dos movimentos respiratórios (taquipneia).
Complicações incluem problemas digestivos, desidratação, excitabilidade, e uma taxa lenta de batimentos do coração. Fases posteriores ao intoxicação por teobromina incluem ataques epiléticos e morte.
Os sinais variam consoante as quantidades de teobromina ingeridas:
- 20 mg/kg: Efeitos tóxicos leves, como vómitos, diarreia, polidipsia;

- 40-50 mg/kg: Efeitos graves (cardiotóxicos);

- ≥60 mg/kg: Podem ocorrer convulsões.

O prognóstico é bom quando o tratamento é iniciado até 4 horas após a ingestão, principalmente se o animal vomitar ou se for feita lavagem gástrica. No entanto, quando o tratamento é iniciado após esse tempo, ou se já existem eventos convulsivos ou complicações cardíacas, a taxa de mortalidade é muito elevada. A morte consequente da ingestão de doses fatais ocorre habitualmente 24 horas após a ingestão. Os animais que sobrevivem, por outro lado, levam 3 dias a recuperar e é raro sofrerem efeitos a longo prazo.
Mantendo em conta que ainda não existe um antídoto para este tipo de intoxicação, o tratamento baseia-se em estratégias de alívio e estabilização dos sintomas, sendo esta uma prioridade pois há sinais clínicos que persistem até 72 horas em casos mais graves.

## Quantidades de teobromina nos produtos alimentares
Visto que a dose necessária para causar efeitos tóxicos é apenas 20 mg/kg, é essencial analisar as quantidades de teobromina específicas dos diferentes tipos de chocolate e de outros produtos :
- Cacau em pó (10g): 189 mg de teobromina
- Chocolate de leite (50g): 95 mg de teobromina
- Chocolate negro (50g): 378 mg de teobromina
- Pudim de chocolate (108g): 75.6 mg de teobromina
- Cookies/Brownies (56g): 43.7 mg de teobromina
- Chá (230 ml): 3.1 mg de teobromina
- Café para filtrar (7.6g/200ml): 0.3 mg de teobromina

## Mecanismo de ação
Deve-se principalmente à sua semelhança estrutural com a adenosina e parece envolver diferentes mecanismos moleculares, como antagonismo de recetores da adenosina da membrana plasmática da maioria das células; inibição das fosfodiesterases de nucleotídeos transportadores de ATP; mobilização do cálcio intracelular e competição pelos recetores das benzodiazepinas.
A adenosina é um metabolito intermediário e também uma molécula mensageira semelhante a uma hormona que exerce a sua ação periférica e atua como um neurorregulador potente no SNC. Inibe a libertação de neurotransmissores pré-sinápticos, mas aumenta as ações da noradrenalina ou da angiotensina. Os recetores da adenosina são acoplados à proteína G e detetam a presença da adenosina extracelular. Foram identificados quatro subtipos do recetor: A1, A2A, A2B e A3, e que se encontram amplamente distribuídos pelo organismo, embora com expressão diferente nas células e tecidos. Neste sentido, o bloqueio dos recetores da adenosina através da teobromina afeta negativamente a atividade da adenilato ciclase e incita a libertação dos neurotransmissores, aumentando os seus níveis circulantes.
A inibição das enzimas fosfodiesterases dos nucleotídeos cíclicos tem como função a catálise de decomposição do AMP cíclico e do GMP cíclico em 5'-AMP e 5'-GMP. Portanto, essas vias ficam sobrecarregadas de AMP e GMP cíclicos e a transdução de sinal é potencializada.
A teobromina aumenta os níveis de cálcio intracelular através da entrada de cálcio nas células e da inibição da captação de cálcio pelo retículo sarcoplasmático do músculo estriado. Esta ação traduz-se num aumento da força e da contratilidade do músculo esquelético e cardíaco.
Pode também competir pelos recetores das benzodiazepinas no sistema nervoso central (SNC), bloqueando os recetores GABAA.
Pensa-se que o antagonismo competitivo dos recetores celulares da adenosina é o mecanismo que causa a maioria dos sinais observados nos animais intoxicados pela teobromina, incluindo a estimulação do SNC, diurese e taquicardia.

## Toxicocinética
- Absorção: A teobromina é bem absorvida (> 90%) pelo trato gastrointestinal do Homem e do cão. Possui uma biodisponibilidade próxima da unidade, o que significa que a teobromina é bastante biodisponível a partir de derivados do cacau e de produtos de chocolate. No homem, os picos de concentração máxima são normalmente atingidos após 2-3 horas[14]
- Distribuição: A teobromina é vastamente distribuída pelos tecidos do corpo, apresentando um volume de distribuição de <1L/kg de peso corporal. No humano, os volumes de distribuição de molécula ligada e não ligada são de 0,68 e 0,8 L / kg de peso corporal, respetivamente. A ligação da teobromina às proteínas plasmáticas é reduzida (15-25%).[14]
- Metabolismo: A teobromina é metabolizada no fígado, com efeito mínimo de primeira passagem e passa pela circulação entero-hepática, pelo que é excretada na bílis, passando para o lúmen intestinal, onde é reabsorvida pela mucosa e retorna ao fígado pela circulação porta. As vias mais importantes do metabolismo da teobromina são a 3- e 7-N-desmetilação. Também pode ser oxidada no carbono 8 (C8). O ácido úrico e o uracilo são os produtos finais da biodegradação da teobromina.[14]
- Excreção: As metilxantinas são excretadas na urina não só na forma de metabólitos, como também sob a forma dos compostos originais inalterados. No homem, após a absorção oral a teobromina tem uma clearance renal baixa em adultos saudáveis (1,0 mL/min/kg). Não há dados suficientes sobre a toxicocinética da teobromina em crianças e neonatos, mas é provável que a clearance da teobromina seja afetada em neonatos, devido à imaturidade do metabolismo do CYP1A2 nesta fase. As concentrações máximas são normalmente atingidas de 2 a 3 horas depois. O tempo de semivida da teobromina varia de 7-12h. No cão, o tempo de semivida da teobromina é aproximadamente 17,5 horas. O tempo para atingir o pico da concentração plasmática de teobromina depende da dose (a concentração plasmática máxima para doses mais baixas de teobromina surge ao fim de 3 horas e para doses mais altas surge ao fim de 15h).[14]